# Fulguració solar de 1859

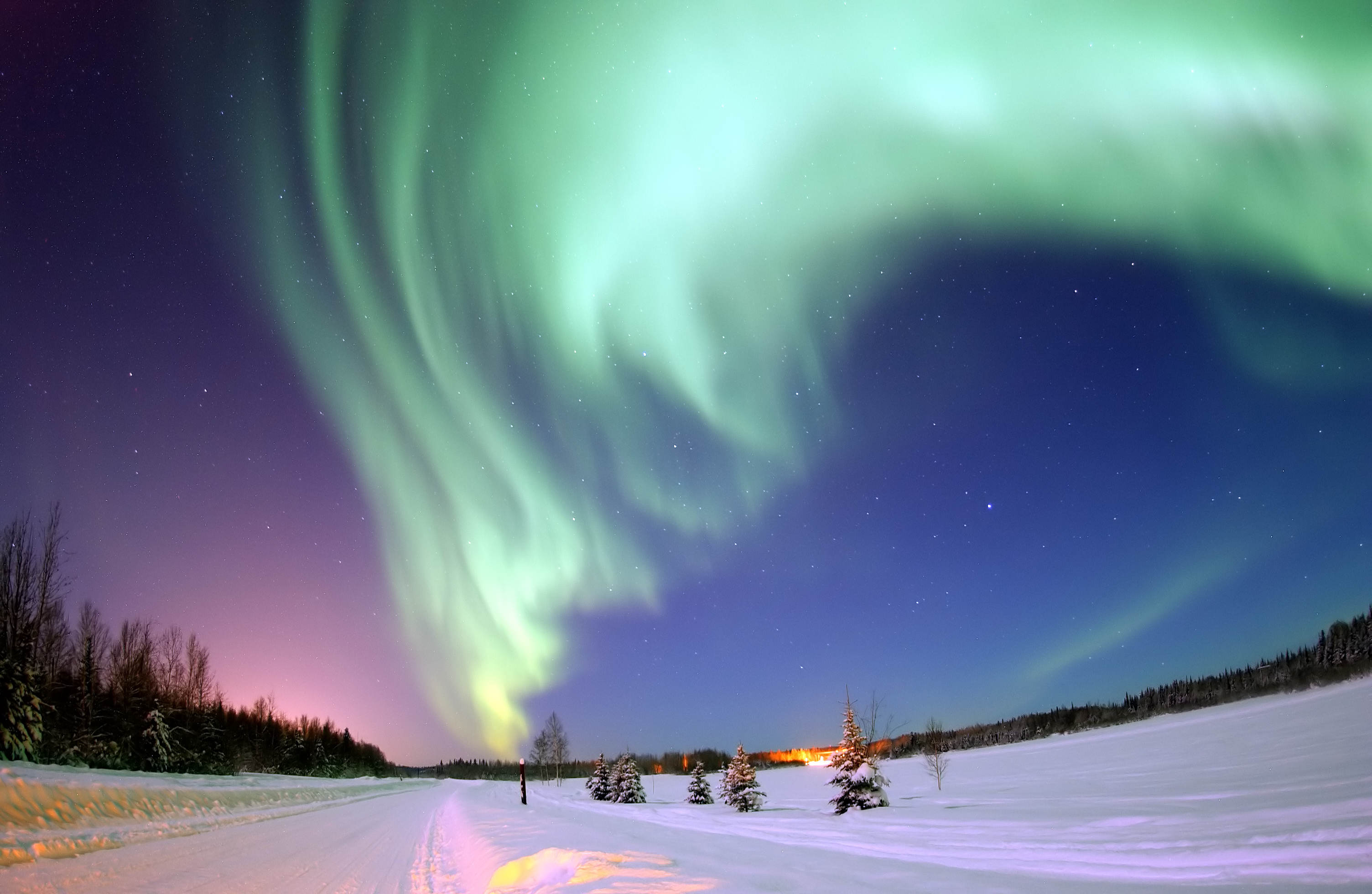
Imatge d'una aurora boreal

La fulguració solar de 1859, també coneguda com a la fulguració de Carrington, va ser la tempesta solar més potent registrada a la història, i la interacció més violenta que mai s'hagi registrat entre l'activitat solar i la Terra. A partir del 28 d'agost, es van observar aurores que arribaven al sud fins al Carib. Sembla que aquestes aurores també van ser observades a l'hemisferi sud, essent anomenades, per tant aurores australs. El pic d'intensitat va ser l'1 i 2 de setembre, i va causar la caiguda dels sistemes de telègraf a tot Europa i Amèrica del Nord. Segons els estudis de mostres de gel, aquest tipus de tempesta solar es dona cada 500 anys aproximadament. Els primers indicis d'aquest incident es van detectar a partir del 28 d'agost de 1859 quan per tota Amèrica del Nord es van veure aurores boreals. Es van veure intenses cortines de llum, des de Maine fins a Florida, àdhuc a Cuba els capitans de vaixells van registrar als quaderns de bitàcola l'aparició de llums rogenques a prop del zenit, també es van observar aurores en zones de baixa latitud, com a Roma, L'Havana i les illes Hawaii, entre d'altres. A les Illes Balears hi trobam referències al Diario de Menorca del diumenge 4 de setembre:
| « | Anteayer á hora avanzada de la noche vio una persona fidedigna dos auroras boreales, que si bien eran mas diminutas que la que vimos años atras no dejaron de causar un efecto maravilloso.—J. Hospitaler, 'Diario de Menorca' - Año 2 Número 237 (04/09/1859) | » |

A causa d'aquest incident els cables del telègraf, invent que havia començat a funcionar el 1843 als Estats Units, van patir talls i curtcircuits que van provocar nombrosos incendis, tant a Europa com a Amèrica del Nord.
El dia 28 d'agost van aparèixer nombroses taques solars, i entre els dies 28 d'agost i 2 de setembre es van declarar nombroses àrees amb fulguracions. L'1 de setembre el Sol emeté una immensa flamarada, amb una àrea de fulguració associada que durant un minut va emetre el doble d'energia del que és habitual. Només disset hores i quaranta minuts després, l'ejecció va arribar a la Terra amb partícules de càrrega magnètica molt intensa. El camp magnètic terrestre es va deformar completament i això va permetre l'entrada de partícules solars fins a l'alta atmosfera, on van provocar extenses aurores boreals i interrupcions en les xarxes del telègraf, que encara era molt rudimentari.

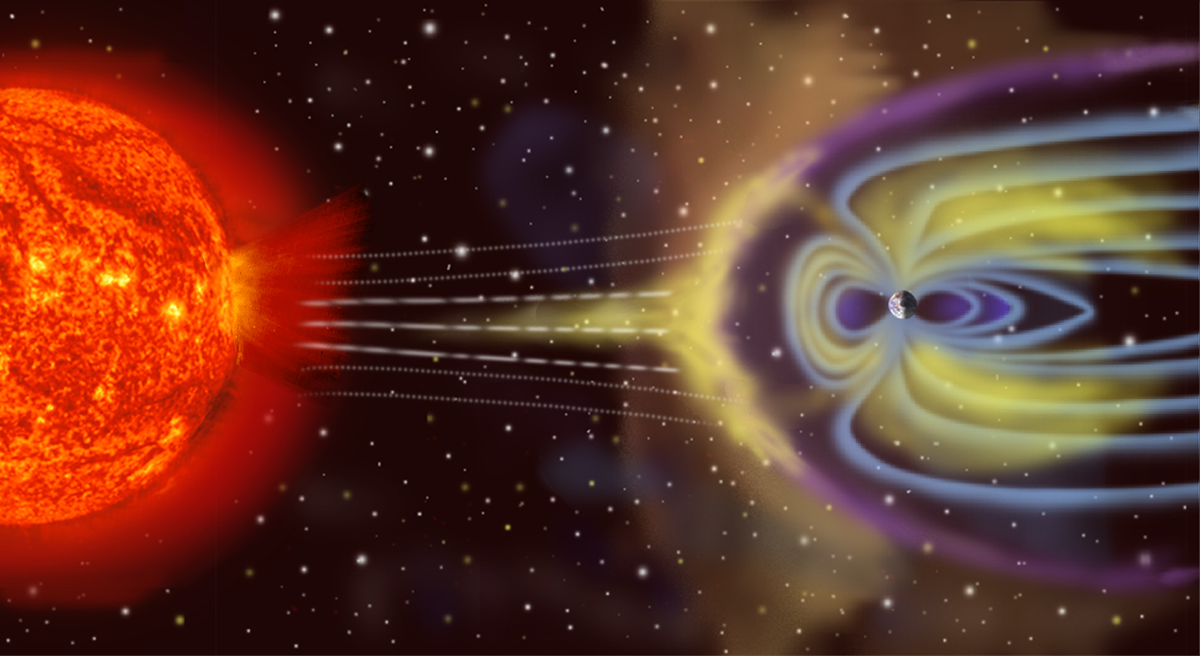
La interacció del vent solar amb la magnetosfera de la Terra. Les distàncies no estan a escala.

## La fulguració de Carrington

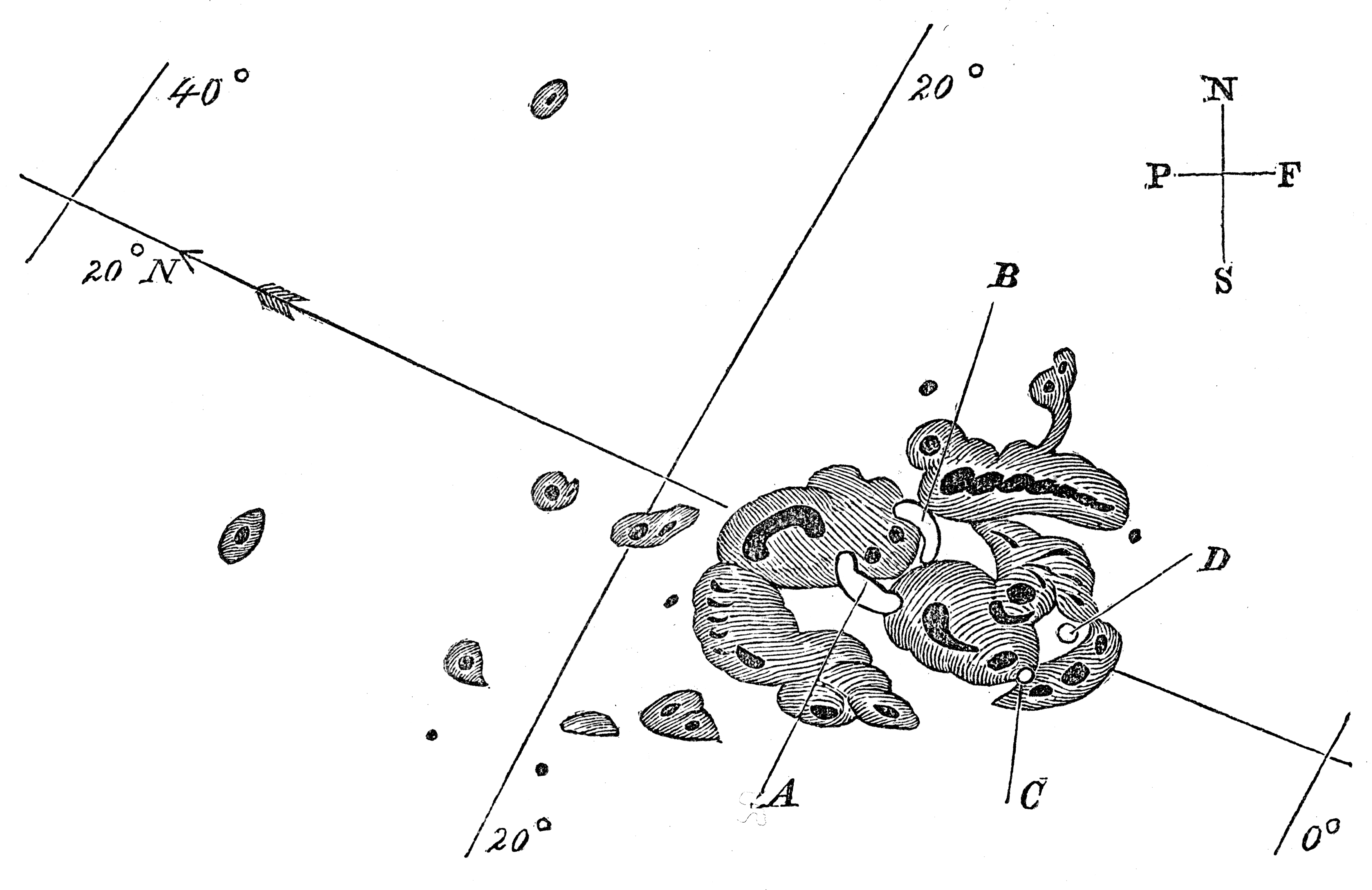
Flamarades solars del 1r de setembre de 1859, tal com ho comprovà en Richard Carrington

A vegades, es parla de la fulguració de Carrington, en honor del científic Richard Carrington. Ell estava fent uns esbossos d'un grup de taques solars el dijous primer de setembre per la dimensió de les regions obscures, quan, a les 11:18 h, es va adonar d'un intens esclat de llum blanca que semblava sortir de dos punts del grup de taques. Aquesta ona de llum va ser la primera d'una sèrie d'ones de partícules que arribarien a la Terra. Disset hores més tard una segona onada, aquesta vegada de partícules carregades elèctricament, va provocar una sèrie d'aurores boreals que va convertir la nit en dia a tota Nord-amèrica fins a Panamà. Alguns exemples il·lustren la magnitud d'aquest fet: es podia llegir el periòdic a la llum entre roja i verdosa de les aurores, mentre que els miners d'or de les muntanyes Rocoses s'aixecaren i esmorzaren de matinada, creient que el Sol sortia darrere una cortina de núvols. En aquell temps hi havia molt pocs aparells elèctrics, però els pocs que hi havia van deixar de funcionar.

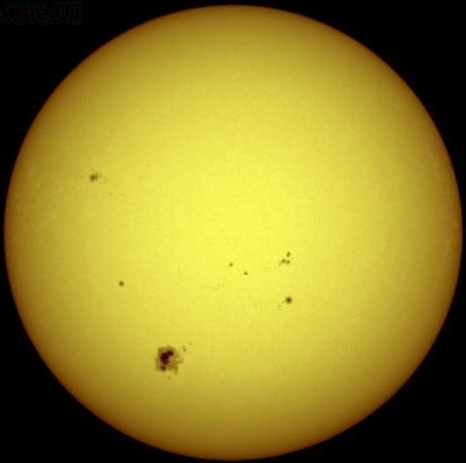
Imatge del Sol on es poden veure a la part inferior unes taques solars.

Si la tempesta de Carrington no va tenir conseqüències més greus va ser perquè la civilització tecnològica encara estava als inicis. Avui dia els satèl·lits artificials deixarien de funcionar, les comunicacions de ràdio i d'internet, i tota la seva activitat associada, s'interromprien i les apagades elèctriques tindrien proporcions continentals i els serveis quedarien interromputs durant setmanes. Segons els registres obtinguts de les mostres de gel una fulguració solar d'aquesta magnitud no s'ha produït en els darrers 500 anys, encara que es produeixen tempestes solars relativament fortes cada cinquanta anys: la darrera registrada va succeir el 13 de novembre de 1960.

## El cicle d'activitat solar
L'aparició de taques solars, l'activitat magnètica, i altres dades relacionades amb aquests fenòmens segueixen un cicle que dura 11 anys. El cicle actual començà el mes de gener de 2008, després de la pausa actual, durant uns cinc anys l'activitat solar serà cada vegada major. En els darrers 11 anys han explotat a la superfície del Sol uns 13.000 núvols de plasma i s'han registrat unes 21.000 fulguracions solars.
Es podria dir que les tempestes solars són similars a les tempestes terrestres, però a una escala superior, tot i que, en el cas de les solars, els gasos del vent solar van acompanyats de camps magnètics que els donen forma i proporcionen energia. Com en el cas de les tempestes elèctriques, són explosions de partícules d'altes energies i intensos raigs X causats pels canvis del camp magnètic.
En el procés de fusió nuclear que origina l'energia del Sol hi ha una pèrdua de massa del 0,7%, que es converteix en energia tal com expressa la coneguda fórmula d'Einstein:
{\displaystyle E=mc^{2}}
Aquesta energia es transmet primer per radiació en una capa esfèrica — zona radiant — de 500.000 km de gruix i després es transmet per convecció a través d'una altra capa esfèrica de 200.000 km — zona convectiva. Aquesta capa de convecció és com un líquid en ebullició: per això el Sol presenta amb forta ampliació òptica una superfície granulada corresponent al cim de les cèl·lules convectives. L'estructura granulada canvia de forma ràpida (com canvia la superfície de l'aigua bullent) i una unitat de la granulació es veu aparèixer i desaparèixer en deu o quinze minuts. Amb aquestes dues classes de transport, l'energia produïda al nucli solar ja pot escapar del Sol i radiar en totes direccions.
La majoria d'aquestes tempestes produeixen aurores boreals en les regions àrtiques que comparades amb els fenòmens meteorològics semblarien un petit xàfec, però a vegades el Sol deixa anar un autèntic vendaval. Ningú viu avui ha experimentat una tempesta d'aquestes proporcions, però Kenneth G. McCracken de la Universitat de Maryland va descobrir en els nuclis de mostres de gel de l'Antàrtida i Groenlàndia augments bruscos de nitrats, que ja es coneixia que corresponien a intenses ràfegues de vent solar. L'anomalia de nitrats de 1859 és la major en 500 anys i equival a la suma d'episodis més importants en els darrers 40 anys.

## Causes
La gran tempesta de 1859 va anar precedida de l'aparició, en el Sol, d'un grup nombrós de taques solars pròximes a l'equador solar, quasi en el moment de màxima activitat del cicle solar, d'una magnitud tan gran que es podien veure a simple vista, amb una protecció adequada. En el moment de l'ejecció de massa coronal el grup de taques estava encarat a la Terra, tot i que no no és una qüestió de precussió: quan la matèria coronal arriba a l'òrbita terrestre abasta una extensió de 50 milions de quilòmetres, uns quants milers de vegades la dimensió de la Terra.
La intensa fulguració de 1859 alliberà dues ejeccions de matèria coronal: la primera trigà entre 40 i 60 hores per arribar a la Terra —el temps habitual— mentre la segona, alliberada pel Sol abans que s'omplís el buit deixat per la primera, només trigà unes 17 hores per arribar a la Terra. La primera ejecció anava acompanyada d'un intens camp magnètic helicoïdal, segons les dades dels magnetòmetres de l'època. Aquesta primera etapa quedà registrada als magnetòmetres de superfície com un inici brusc d'activitat, però no tengué altres efectes. En un primer cop apuntava al nord, però després de 15 hores en lloc de reforçar el camp terrestre s'oposava al camp esmentat. Aquesta oposició alliberà gran quantitat d'energia, que començà a interrompre les comunicacions telegràfiques i a formar aurores boreals, fins passats un o dos dies, en què, una vegada que el plasma passà més enllà de la Terra, va deixar que el camp magnètic de la Terra tornàs a la normalitat.
La fulguració de Carrington del primer de setembre degué tenir temperatures de 50 milions de kelvin, per la qual cosa és probable que no només emetés radicació visible, sinó també radiació gamma i raigs X. No hi ha notícia de l'observació d'una fulguració solar més brillant. La radiació solar només tarda uns 8 minuts i mig en arribar a la Terra i si hi hagués hagut aparells de ràdios d'ona curta en aquell temps haurien quedat inutilitzats. L'energia dels raigs X encalentiren l'atmosfera alta de la Terra, la qual cosa va produir la seva expansió entre desenes i cents de quilòmetres.
Com ja s'ha esmentat es va produir una segona ràfega de vent solar. En el moment de l'impacte amb la Terra d'aquesta segona fulguració el camp magnètic del plasma apuntava cap al sud, amb la qual cosa el caos geomagnètic no va trigar: la magnetosfera terrestre que sol estar a uns 60.000 quilòmetres de la Terra es va comprimir fins a arribar a uns 7.000, fins a abastar, potser, l'estratosfera. Quan el cinturó de Van Allen desaparegué temporalment gran quantitat de protons i electrons es descarregaren cap a l'atmosfera, la qual cosa podria haver sigut la causa de les aurores boreals observades.
Mentre les aurores s'estenien des de les latituds altes, que les són pròpies, fins a altres més baixes, els corrents elèctrics de la ionosfera i de les mateixes aurores induïen corrents intensos que circulaven a través dels continents, i que entraren en els circuits de telègraf i que arribaren a cremar algunes estacions i produïren electrocucions.

## La propera tempesta solar
Mentre que l'any 1859, l'invent del telègraf havia ocorregut només 15 anys abans i la infraestructura elèctrica estava realment en la seva infància, a l'època actual una tempesta solar d'aquesta magnitud tendria greus conseqüències per la nostra civilització. Els rajos còsmics erosionen els panells solars dels satèl·lits artificials i redueixen la seva capacitat per generar electricitat. Molts de satèl·lits de comunicacions, per exemple l'Anik E1 i l'E2 l'any 1994 i el Telstar 401 el 1997 han resultat damnificats per aquest motiu. Un cas un poc diferent es deu a l'expansió de l'atmosfera pels raigs X que produí danys a l'ASCA japonès el 14 de juliol de 2000.
Els satèl·lits artificials han estat dissenyats específicament per evitar les calamitats del clima espacial, però les xarxes elèctriques són inclús més fràgils. Els grans transformadors estan connectats a terra i, per tant, poden ser susceptibles de ser danyats pels corrents continus induïdes per les pertorbacions geomagnètiques i encara que els transformadors evitassin la destrucció els nuclis magnètics es podrien carregar durant la meitat del cicle de corrent altern, la qual cosa distorsionaria la forma de les ones de 50 o 60 Hertz.
La tempesta solar de 1994 va causar errors en dos satèl·lits de comunicacions, afectant els periòdics, les xarxes de televisió i el servei de ràdio al Canadà. Altres tempestes han afectat sistemes des de serveis mòbils i senyals de TV fins a sistemes GPS i xarxes d'electricitat. Al març de 1989, una tempesta solar molt menys intensa que la perfecta tempesta espacial de 1859, va provocar que la planta hidroelèctrica de Quebec (Canadà) es detingués durant més de nou hores; els danys i la pèrdua d'ingressos resultant s'estima en centenars de milions de dòlars.
Com senyala una plana web de la Universitat George Washington "la meteorologia espacial, que és el resultat dels raigs X i de partícules d'alta energia del Sol que interaccionen de manera complexa amb la Terra, atmosfera i camp magnètic, sovint afecta els moderns sistemes tecnològics negativament (per exemple, els satèl·lits, la xarxa elèctrica, la ràdio), causant pèrdues econòmiques i socials en les latituds altes de la Terra, com el nord dels Estats Units, Canadà, Escandinàvia i Rússia, que estan en particular risc perquè els camps magnètics hi convergeixen".